# Marinka Žitnik
Marinka Žitnik, slovenska računalnikarka, * 23. april 1989, Ljubljana.

## Izobraževanje
Marinka Žitnik se je po maturi na Elektrotehniško-računalniški strokovni šoli in gimnaziji na Vegovi ulici v Ljubljani leta 2008 vpisala na interdisciplinarni študij računalništva in matematike na Fakulteto za računalništvo in informatiko (FRI), Univerze v Ljubljani. Diplomirala je leta 2012 in nadaljevala z doktorskim študijem na isti fakulteti. Na FRI je ves čas raziskovalno delovala v okviru Laboratorija za bioinformatiko. Med doktorskim študijem se je dodatno izpopolnjevala tudi na Univerzi v Torontu (2012), na Imperialnem kolidžu v Londonu (2012), na Medicinski univerzi Baylor (2013-2014) in na Univerzi Stanford (2014). Doktorski študij računalništva je na FRI pod mentorstvom Blaža Zupana zaključila 2015 in nato med leti 2016 in 2019 kot podoktorska sodelavka pod mentorstvom Jureta Leskovca raziskovala na Univerzi Stanford.
Decembra 2019 se je zaposlila kot docentka na Univerzi Harvard, na oddelku za biomedicinsko informatiko Medicinske fakultete, kjer vodi svoj raziskovalni laboratorij za strojno učenje na področju medicine in znanosti.

## Raziskovalni dosežki
Po celem svetu, na konferencah in na uglednih univerzah je imela že številna vabljena predavanja, tečaje in seminarje. Marinka Žitnik je objavila več kot sto člankov, ki so skupaj prejeli skoraj štiri tisoč citatov.
Marinka Žitnik je že v svoji doktorski disertaciji utemeljila popolnoma nov pristop k strojnemu učenju, ki je osnovan na sicer znanih matematičnih metodah matrične faktorizacije. Ta pristop je razširila tako, da lahko s sočasno faktorizacijo hkrati obravnava množico matrik in tako omogoči zlivanje podatkov iz množice heterogenih podatkovnih virov. Njene algoritme in metode zato uporabljajo mnogi raziskovalci in razvijalci v biomedicinskih podjetjih in raziskovalnih institucijah po vsem svetu.

## Nagrade in priznanja
Že med svojim dodiplomskim študijem je Marinka Žitnik prejela številna priznanja, štipendije in nagrade. V srednji šoli in na univerzi je prejemala Zoisovo štipendijo, za svojo diplomsko nalogo je dobila študentsko Prešernovo nagrado (2012), za doktorsko disertacijo pa Zlati znak Jožefa Stefana (2017). Na več mednarodnih znanstvenih konferencah je prejela nagrade za najboljše članke. Leta 2018  jo je Broad Institute uvrstil med dvajset najboljših raziskovalcev naslednje generacije na področju biomedicine. Marca 2021 je dobila Amazonovo raziskovalno nagrado za nadaljnje raziskave uporabe strojnega učenja pri zdravljenju novih bolezni.

## Izbrana bibliografija
- Marinka Žitnik, Blaž Zupan."NIMFA : A Python library for nonnegative matrix factorization"[mrtva povezava]. Journal of Machine Learning Research 13:849-853, 2012.
- Marinka Žitnik, Blaž Zupan. "Data fusion by matrix factorization". IEEE Transactions on Pattern Analysis and Machine Intelligence 37(1):41-53, 2015.
- Marinka Žitnik, Edward E. Nam, Chris Dinh, Adam Kuspa, Gad Shaulsky in Blaž Zupan. "Gene prioritization by compressive data fusion and chaining". PLoS Computational Biology 11(10):e1004552, 2015.
- Martin Stražar, Marinka Žitnik, Blaž Zupan, Jernej Ule, Tomaž Curk. "Orthogonal matrix factorization enables integrative analysis of multiple RNA binding proteins". Bioinformatics 32(10):1527–1535, 2016.
- Marinka Žitnik, Jure Leskovec. "Predicting multicellular function through multi-layer tissue networks". Bioinformatics 33(14):i190–i198, 2017.
- Maria Brbić, Marinka Žitnik, Sheng Wang, Angela O Pisco, Russ B Altman, Spyros Darmanis, Jure Leskovec. "MARS: discovering novel cell types across heterogeneous single-cell experiments". Nature Methods 17(12):1200-1206, 2020.
- Hanchen Wang, Tianfan Fu, Yuanqi Du, Wenhao Gao, Kexin Huang, Ziming Liu, Payal Chandak, Shengchao Liu, Peter Van Katwyk, Andreea Deac, Anima Anandkumar, Karianne Bergen, Carla P. Gomes, Shirley Ho, Pushmeet Kohli, Joan Lasenby, Jure Leskovec, Tie-Yan Liu, Arjun Manrai, Debora Marks, Bharath Ramsundar, Le Song, Jimeng Sun, Jian Tang, Petar Veličković, Max Welling, Linfeng Zhang, Connor W. Coley, Yoshua Bengio & Marinka Zitnik. "Scientific discovery in the age of artificial intelligence". "Nature" 620:47–60, 2023.

## V medijih
- Novi vpogledi v temeljne mehanizme življenja : Dr. Marinka Žitnik : znanstvenica, ki je bila izbrana kot najboljša med več kot 400 kandidati za profesorsko mesto na univerzi Harvard.. Intervju v časopisu Delo, 5. september 2019. (COBISS)
- Marinka Žitnik, računalničarka: Z znanjem iz Ljubljane za profesorico na Harvard. MMC, RTV SLO, Univerza 100, 30. september, 2019.
- Slavko Jerič (izpraševalec). 151 OD LJUBLJANE DO HARVARDA - GOSTJA MARINKA ŽITNIK. MMC, RTV SLO, Številke, 24. januar, 2020.
- Pri umetni inteligenci smo daleč od kakršne koli zavesti. MMC, RTV SLO, Znanost in tehnologija, 24. januar, 2020.
- Brez umetne inteligence bi bila pandemija mnogo hujša. MMC, RTV SLO, Podobe znanja, Radio ARS, 13. marec, 2020.
- Slavko Jerič (izpraševalec).Z uporabo strojnega učenja bistveno hitreje do zdravila, Pogovor z računalničarko Marinko Žitnik. MMC, RTV SLO, Podobe znanja, Radio ARS, 1. april, 2020.